# Ernst Müller-Reiffer

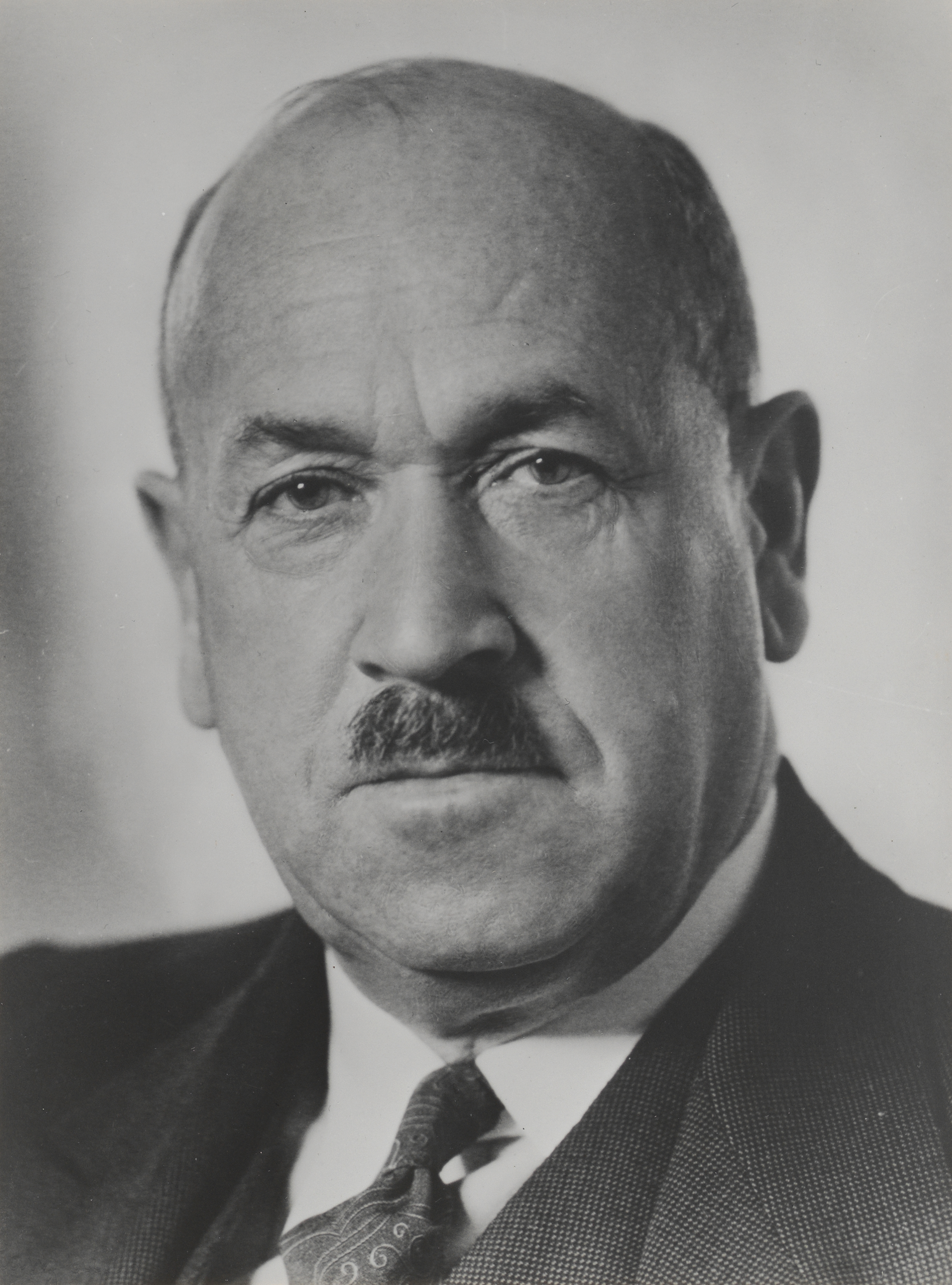
Ernst Müller-Reiffer (etwa um 1940–1956)

Ernst Müller-Reiffer (* 13. September 1885 in Laufen-Uhwiesen im Kanton Zürich; † 18. November 1957 in Schaffhausen) war ein Schweizer Industrieller. Er war ab 1917 in verschiedenen leitenden Positionen in der Georg Fischer AG tätig, darunter ab 1930 als kaufmännischer Direktor und zuletzt ab 1953 als Vizepräsident des Verwaltungsrates. Er gründete 1948 die konzerneigene Eisenbibliothek.

## Biographie
Ernst Müller wurde am 13. September 1885 in Uhwiesen geboren, als Sohn des Bauern und Gemeinderates Jakob Müller-Witzig und Karoline Müller, geb. Witzig, Enkelin des Malers Konrad Corradi. Nach seiner Schulzeit in Uhwiesen absolvierte er eine Bankenlehre in Yverdon. Seine Wunschberufe Geometer und Forstmeister blieben ihm verwehrt, da beide mit einem langen Studium verbunden gewesen wären. Dieses konnte sich die siebenköpfige Familie nicht leisten.

### Karriere bei der Georg Fischer AG
1905 trat Müller in die Georg Fischer AG ein, wo er im Speditions- und Fakturenbüro angestellt wurde. Im Jahr darauf wechselte er als Korrespondent für Deutsch und Französisch in die Verkaufsabteilung. Dieser beruflichen Station folgte ein mehrjähriger Auslandaufenthalt: bis 1910 in Manchester als Korrespondent im Maschinenbaufach und danach, 1910/1911, in Mailand auf den Gebieten Eisen- und Kohlehandel sowie Lokomotiv- und Waggonbau. Am 1. Mai 1911 kehrte er wieder nach Schaffhausen zurück.
1915 veröffentlichte Müller den Beitrag Wirtschaftliche Selbstbehauptung durch vermehrten Inlandabsatz einheimischer Erzeugnisse, in welchen er die durch den Ersten Weltkrieg bedrängte Marktwirtschaft der Schweiz beleuchtete. Er wies auf die Gefahren wirtschaftlicher Abhängigkeit einerseits und die Notwendigkeit guter Beziehungen für den Handelsverkehr andererseits hin.
Im Jahr 1917 übernahm Müller im Georg Fischer-Konzern erstmals Führungsverantwortung: Er wurde zum kaufmännischen Leiter der Georg Fischer Elektrostahlwerke AG in Schaffhausen und der Elektrostahlwerke St. Gotthard AG, Giubiasco, ernannt. 1923 erhielt er auch, neben weiterer Verantwortung im Verkauf, die Prokura für das Stammhaus. Ein nächster Karriereschritt für Ernst Müller folgte 1925 mit der Übernahme der Leitung des Verkaufs von Stahlguss, Temperguss, Hartstahl und Räder.
Im Rahmen von Restrukturierungen im Unternehmen wurde Müller per 1. Januar 1930 zum kaufmännischen Direktor und Mitglied des Verwaltungsrates ernannt. Kurze Zeit darauf folgten zwei Reisen in die Vereinigten Staaten.

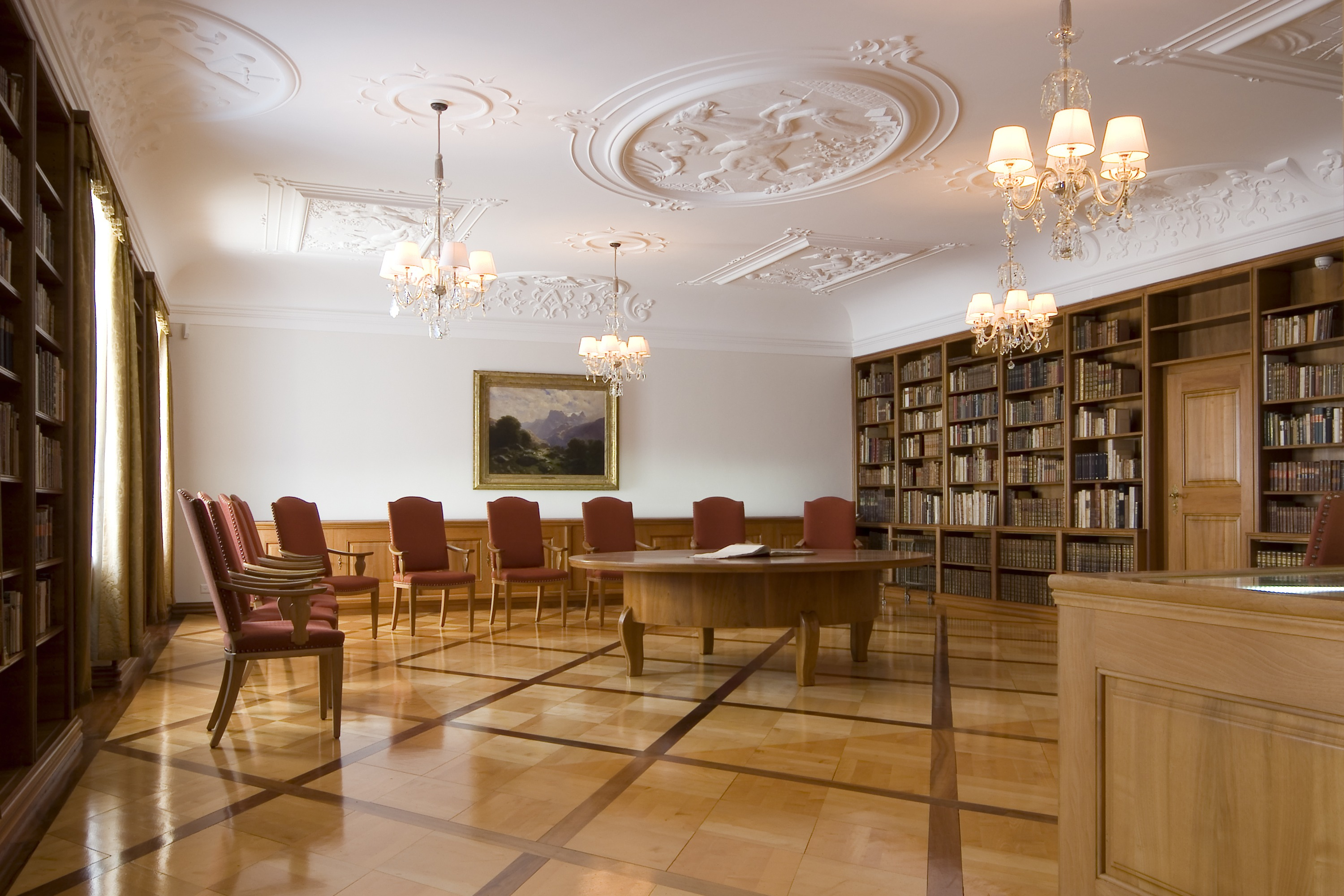
Das «Ernst-Müller-Zimmer» in der Eisenbibliothek Alt-Paradies

In Müller, einem erklärten Freund wissenschaftlichen Forschens und Förderer der Kultur, reifte unter dem Eindruck der Bibliothekszerstörungen während des Zweiten Weltkrieges die Idee einer Büchereigründung. Am 21. Dezember 1948 beschloss der Verwaltungsrat die Gründung der Eisenbibliothek im Kloster Paradies, welches sich bereits seit 1918 im Besitz der Georg Fischer AG befand.
1938 rückte er als Protokollführer des Verwaltungsrates nach, am 11. Mai 1940 stieg er zum Mitglied und Delegierten des Verwaltungsrates auf. Bereits seit 1946 als Mitglied und seit 1955 als Chairman im Verwaltungsrat des GF-Zweigwerks in Bedford, wurde Ernst Müller 1953 zum Vizepräsidenten des Verwaltungsrates der Georg Fischer AG berufen.

### Zweiter Weltkrieg
Die Abhängigkeit von Rohstoffimporten stellte die Schweiz in den Zwischenkriegsjahren und erst recht während des Zweiten Weltkrieges vor grosse Herausforderungen im Bereich der industriellen Versorgung. Um dem zu begegnen, wurde vom Bund die «Sektion Eisen und Maschinen des Kriegs-Industrie und -Arbeits-Amtes» (K.I.A.A.) ins Leben gerufen. Sie war für die Aufrechterhaltung der Versorgung der Schweiz mit Eisen und Stahl zuständig. Ernst Müller wurde per 5. November als deren Vorsitzender berufen und leitete die Sektion bis zu deren Auflösung am 31. August 1947.
Um dem Eisen- und Stahlmangel zu begegnen, wurde die sog. «Schrottkommission» eingerichtet, welche landesweit systematische Schrott- und Alteisensammlungen organisierte. Diese konnten bis Kriegsende über 900'000 Tonnen Alteisen und Industrieschrott der Wiederverwertung zuführen. Dies entsprach einem Drittel des damaligen Verbrauchs.
Als Schöpfer des sog. «Eisenwunders» wurde Ernst Müller am 7. August 1947 von Bundesrat Walther Stampfli in einem persönlichen Brief gedankt. Wenig später wurde er zum Vertreter der Eidgenossenschaft in der Stahlkommission der Europäischen Wirtschaftskommission gewählt.

### Weitere Mandate und Tätigkeiten
Seit 1938 gehörte Ernst Müller dem Verwaltungsrat der Eisenbergwerk Gonzen AG in Sargans an, ab 1955 als Vizepräsident. Im Verwaltungsrat der Jura-Bergwerke AG in Frick war er ab 1946, dem Verwaltungsrat der Schweizerischen Lokomotiv- und Maschinenfabrik Winterthur gehörte er ab 1952 an.
Müller präsidierte ab August 1947 den «Verband schweizerischer Schrott-Verbraucher» (VSSV) und ab Juli 1949 die IMATUFIA, die internationale Vereinigung der Tempergussfittingproduzenten. Seit Juni 1947 übte er das Amt des Quästors im «Arbeitgeberverband Schweizerischer Maschinen- und Metall-Industrieller» (ASM) aus, im Oktober 1950 folgte die Funktion eines Administrateurs in der Chambre de Commerce Suisse en France. Mitglied der Schweizerischen Handelskammer wurde er im September 1951.
Politisch-wirtschaftlich engagierte sich Ernst Müller ab 1914 in der «Neuen Helvetischen Gesellschaft» (NHG), zu deren Mitbegründern er gehörte. Deren Ziel war der Schutz des Schweizer Marktes vor ausländischen Importgütern, deren Zahl damals stark anstieg. Eine Strategie, welche diesem Ziel diente, sah die Gesellschaft in der Vermehrung der nationalen Eigenproduktion. Ebenso auf seine Initiative geht der sog. Auslandschweizertag, der regelmässig durchgeführt wurde, zurück.

### Ernst Müller als Privatmann
Von seiner Enkelin Regine Strickler-Uzler wird Müller beschrieben als «überaus liebevoller Opa, nie ohne seinen geliebten Hund Nuschi, umgeben vom Duft seiner geliebten Tabakpfeife». Er galt als reisefreudig und bezog seine Kraft eigenen Angaben zufolge aus der Familie und seinem Heim «Hornbergli». Zeitgenossen zufolge konnte Müller auch sehr aufbrausend sein: «[...] gekennzeichnet durch eiserne Pflichttreue und durch Sorgfalt bis in die Details, die zu pflegen er unermüdlich befahl und deren Vernachlässigung Zornausbrüche verursachte». Diplomatisches Taktieren war weniger sein Gebiet.
Ernst Müller war begeisterter Wanderer und Freund des Tessins. Auf seine Initiative hin gelang die Förderung der Strada alta, eines bekannten Wanderweges in der Leventina.
Müller, wissenschaftlichen Leistungen zugetan, war ein grosser Unterstützer der Naturforschenden Gesellschaft Schaffhausen sowie des Historischen Vereins Schaffhausen. Auf seine Initiative geht auch die Gründung des Georg-Fischer-Preises zur Förderung des Kantonsgebietes zurück.
Am 13. September 1955 erhielt Ernst Müller vom Gemeinderat Uhwiesen eine Dankadresse mit drei Bleistiftzeichnungen des Kunstmalers Caesar Eugen Wegmann als Beigabe.
Sein Engagement für die Wissenschaft wurde am 17. November 1956 durch die Verleihung der Ehrendoktorwürde durch die Eidgenössische Technische Hochschule in Zürich belohnt.

### Tod und Nachwirkung
Ernst Müller erlag am 18. November 1957 während der Arbeit einem Herzanfall. Er galt seinen Zeitgenossen damals als Beispiel sozialen Aufstieges, durchwanderte doch der geborene Bauerssohn alle Stationen einer Karriere. Dies erreichte er nicht «durch Schulwissen und Gelehrsamkeit, sondern durch Fleiss, Gewissenhaftigkeit und Charakterstärke». Unter seiner Ägide wurden der Georg Fischer AG eine Reihe von Tochterfirmen angegliedert, die weltweite Verkaufsorganisation aufgezogen und der Umsatz vervielfacht.
Zeitgenossen beschreiben Müller als jemanden, der im Krieg eindeutig eine anglophile Linie vertrat, auch angesichts der Verbundenheit der Georg Fischer AG mit dem deutschen Standort in Singen. Er war davon überzeugt, dass die Schweiz auch diesmal «ohne Zerstörung durch den in Europa wütenden Krieg hindurchkommen werde». Dies hielt ihn allerdings nicht davon ab, Vorbereitungen für den Fall einer deutschen Invasion zu treffen.
In seinem Nachruf erinnerte der Schaffhauser Stadtpräsident Walther Bringolf an Müllers Schaffenskraft, seine Leistungen für die Schweiz während des Zweiten Weltkrieges, seiner Verbundenheit zur Heimat und seinen Angestellten.

## Publikationen
- Ueber Wesen und Aufgaben der Eisenbibliothek im Klostergut Paradies bei Schaffhausen. In: Stultifera navis, Bd. 13 (1956), S. 133–141.